# Narrenes skib
Narrenes skib (malet cirka 1490-1500) er et maleri af Hieronymus Bosch. Maleriet kan have haft til hensigt at vise menneskenes vilkår. Det er fyldt med symbolisme og står i gæld til Albrecht Dürer frontispice af Sebastian Brants satiriske bog med samme titel – muligvis er der tale om en satire over dette billede.
Det billede, der kendes i vore dage, er en del af et triptykon, som blev delt i flere dele. Dette stykke måler 58 × 33 cm og findes på Louvre. Narrenes skib var malet som en af vingerne i et alterstykke, og det er omtrent to tredjedele af sin oprindelige længde. Den nederste tredjedel af denne vinge tilhører Yale-universitetets kunstgalleri og kaldes Allegori over fråseri og vellyst. Vingen på den modsatte side er bevaret nogenlunde intakt i fuld længde og kaldes Døden og gnieren. Det befinder sig på National Gallery of Art i Washington D.C. De to paneler skulle tilsammen repræsentere de to ekstremer i form af ødselhed og nærighed, begge karikerede og fordømmende. 
| Kunst | Spire Denne artikel om kunst er en spire som bør udbygges. Du er velkommen til at hjælpe Wikipedia ved at udvide den. |